# Ernst Otto Clauß

Begründer und verstorbene Inhaber der Baumwollspinnerei E. I. Clauß Nachf.: Kgl. Sächs. Commerzienrat Seeber (links), Ernst Otto Clauß (Mitte), Ernst Iselin Clauß (rechts)

Gesamtansicht der Baumwollspinnerei Plaue 1909

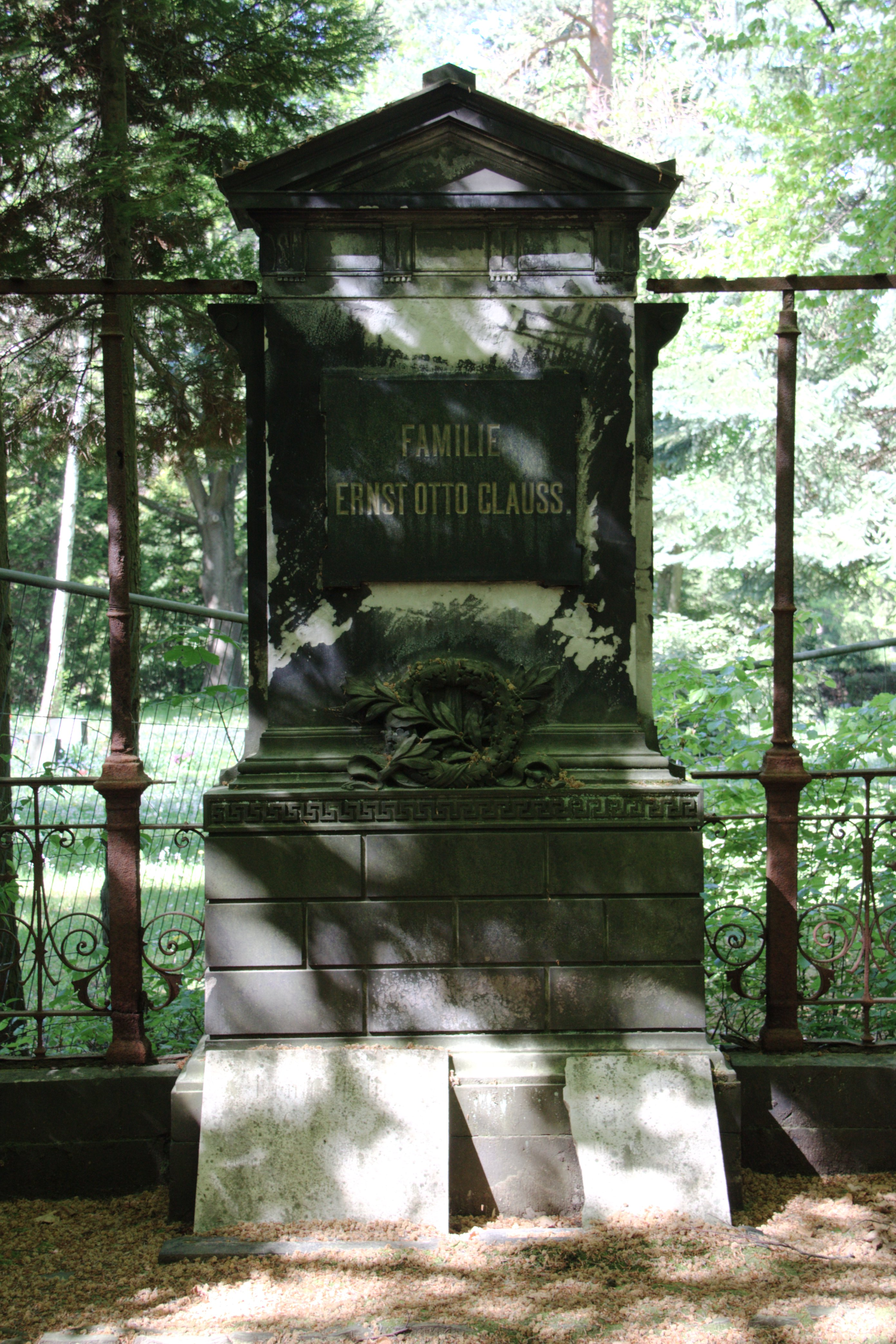
Grab der Familie Ernst Otto Clauß auf dem Städtischen Friedhof Chemnitz

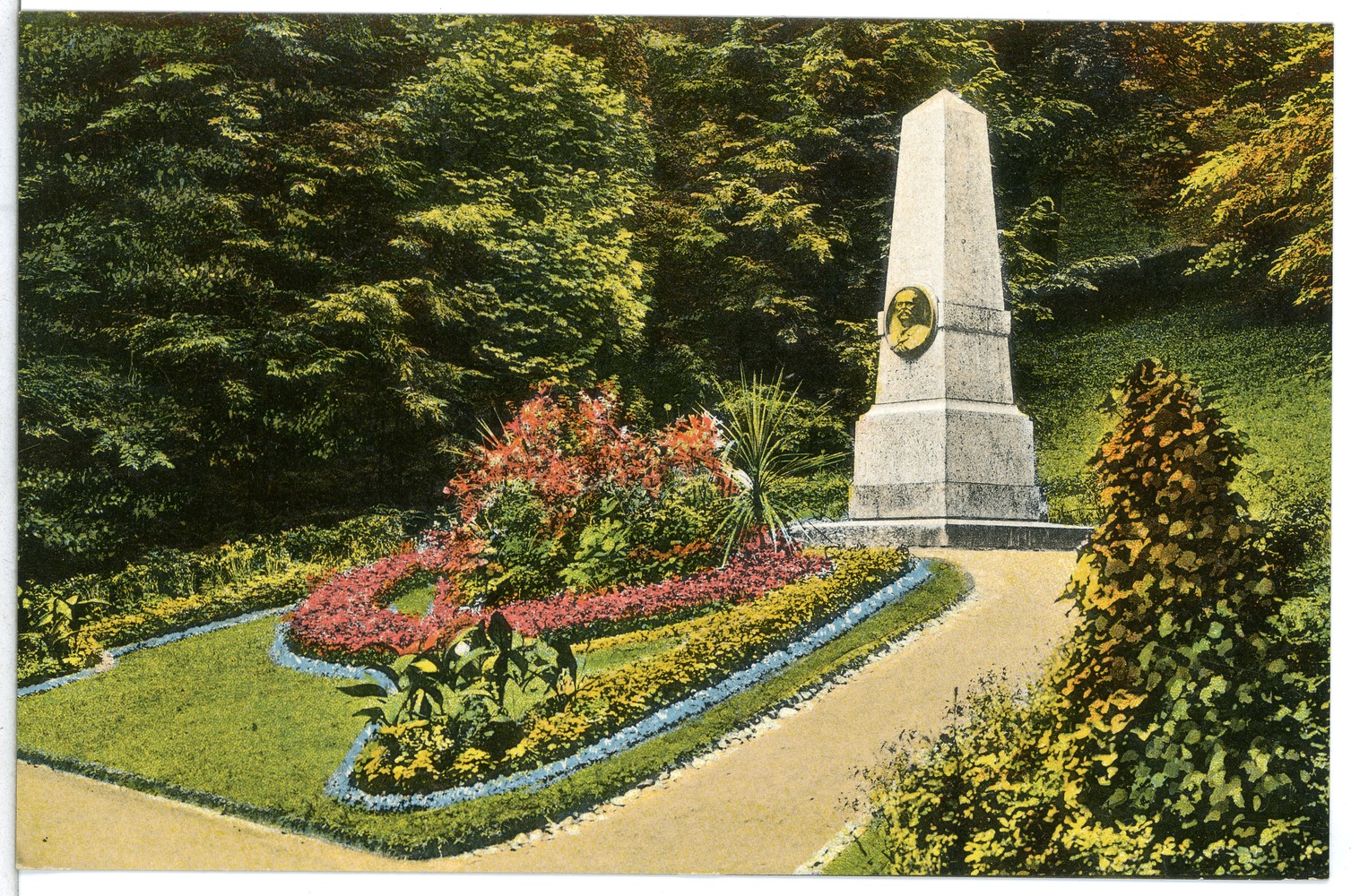
Denkmal im Stadtpark Chemnitz (1910)

Ernst Otto Clauß (* 5. März 1843 in Chemnitz; † 25. November 1889 ebenda) war ein deutscher Unternehmer in der Textilindustrie und Politiker (NLP). Er war Abgeordneter im Sächsischen Landtag und im Reichstag.

## Leben und Wirken
Nach dem Besuch der Erziehungsanstalt Schnepfenthal und der Gewerbeschule in Chemnitz erbte er 1864 anteilig die Baumwollspinnerei E. I. Clauß in Plaue bei Flöha, die sein Vater Ernst Iselin Clauß (1793–1864) eine Zeitlang mit dessen Bruder Peter Otto Clauß (1787–1872) gemeinsam, ab 1828 jedoch allein besessen hatte. Mitinhaber war bis 1882 Ernst Otto Clauß’ Schwager Louis Uhle, der seit 1862 mit Auguste geb. Clauß verheiratet war.
Das Unternehmen überlebte die vom Amerikanischen Bürgerkrieg ausgelöste Baumwollkrise, an der zwischen 1865 und 1873 die Hälfte der sächsischen Baumwollspinnereien zugrunde ging. Die Entwicklung des Unternehmens spiegelt sich in der Anzahl der betriebenen Spindeln und Arbeiter wider: Während 1860 308 Arbeiter an 14100 Spindeln sponnen, waren es 1870 247 Arbeiter an 247 Spindeln und 1880 251 Arbeiter an 18214 Spindeln. Die Baumwollspinnerei Clauß prägte in der zweiten Hälfte des 19. Jahrhunderts maßgeblich die industrielle Entwicklung von Flöha und Plaue.
Clauß war 1870/1871 und 1876/1877 Stadtverordneter und von 1882 bis 1889 unbesoldeter Stadtrat von Chemnitz. Für den Erwerb des privaten Parks „Sachses Ruhe“ zwischen der heutigen Straßburger Straße, Beckerstraße und Rößlerstraße, der als Keimzelle des heutigen Stadtparks betrachtet werden kann, stiftete er 1884 die komplette Kaufsumme und veranlasste die Umbenennung in „Bürgerpark“. Von 1885 bis zu seinem Tod war er als Vertreter des Wahlkreises Stadt Chemnitz 1 Abgeordneter in der II. Kammer des Sächsischen Landtags. 1887 wurde er zusätzlich im 16. sächsischen Wahlkreis zum Reichstagsabgeordneten gewählt.
Clauß war mit Marie Magdalene geb. Esche (1847–1923) verheiratet und dadurch mit der Strumpfwarenfabrikantenfamilie Esche in Chemnitz verschwägert. Die Baumwollspinnerei wurde nach seinem Tod von seinem Sohn Ernst Stephan Clauß (1869–1925) übernommen, der von 1907 bis 1918 ebenfalls dem Sächsischen Landtag angehörte.

## Ehrungen
- Claussdenkmal im Chemnitzer Stadtpark. Einweihung am 29. Juni 1896 einer Stele aus Fichtelgebirgsgranit mit Bronzemedaillon (Bildhauer Heinrich Epler), Gesamtentwurf von Stadtbaurat Hechler.[3]